# ウーメラ立入制限区域

南オーストラリア州におけるウーメラ立入制限区域の範囲を示した地図。

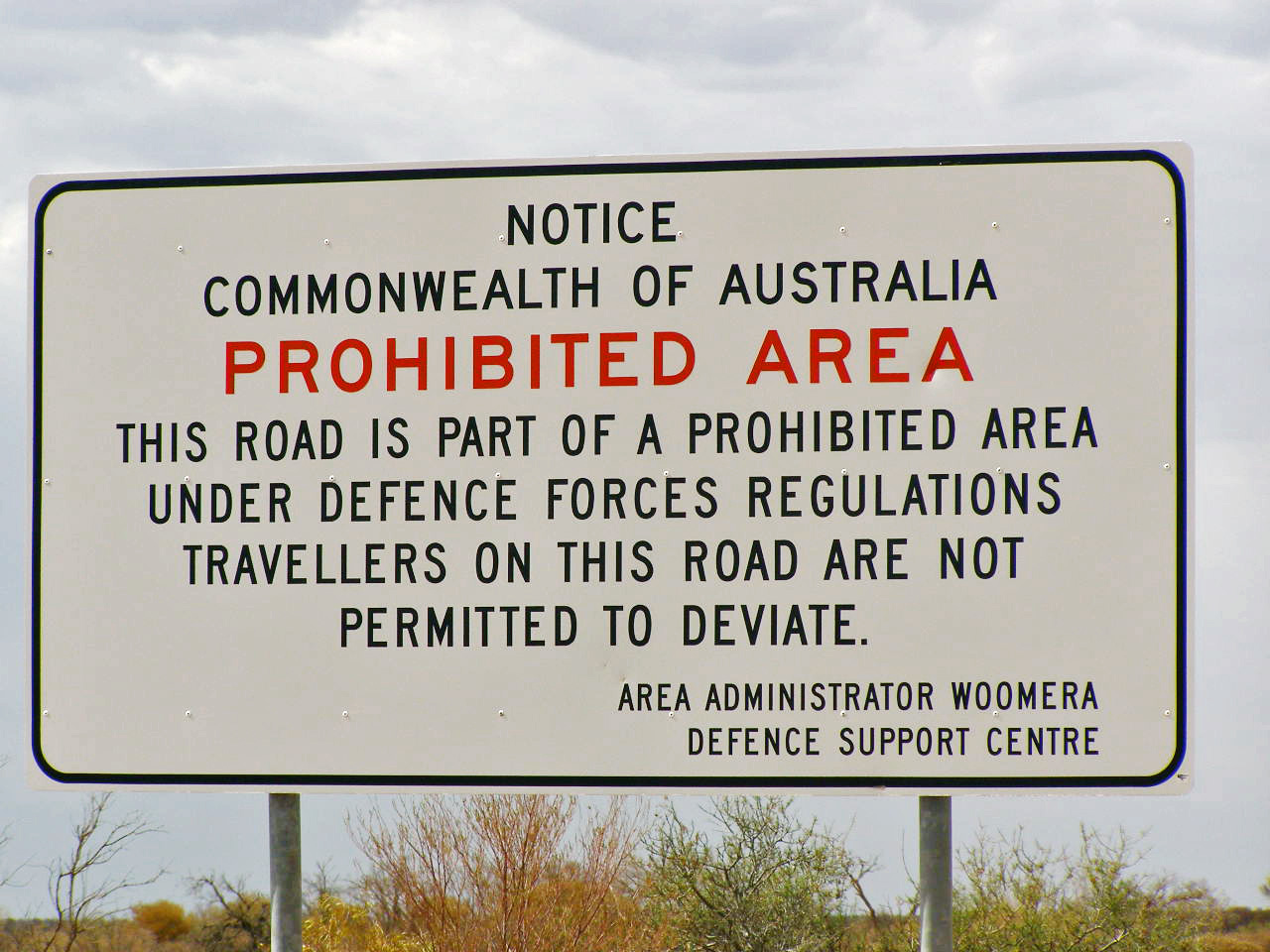
「制限区域：道路からはずれるな」という警告。ウーメラ立入制限区域内を通過するスチュアート・ハイウェイより撮影。

ウーメラ立入制限区域（英語：Woomera Prohibited Area、略称：WPA）は、南オーストラリア州中部に所在する兵器試験地区のこと。南オーストラリア州中部から南東部にかけて広がり、アデレードの北北西約450キロメートル（280マイル）に位置している。

## 概要
ウーメラ立入制限区域は127,000平方キロメートル（49,000平方マイル）の面積を持つ世界最大の地上軍実験・演習施設および航空宇宙施設である。その領域の大きさはイングランド1つ分もしくは九州約4つ分に匹敵する。地勢としては若干の塩水湖、砂丘およびメサ丘を除けば大部分が不毛な砂漠で構成されるため、「ウーメラ砂漠」とも呼ばれる。
ウーメラ村はここでの各種業務に携わる人々のために設立された。
ウーメラ立入制限区域は軍用資器材試験の目的のためにオーストラリア国防軍の規制下におく宣告がなされることがある。時々、このような規制はその他の活動（例としては気象観測用ロケットの発射）でなされることもある。オーストラリア国内法で違法とされる行為としては、防衛施設に対する写真撮影、描画、写生などがあり、国防当局による検閲などがなされる事がある。
立入制限区域を縦断するスチュアート・ハイウェイについては一般通行者が道路から逸れて立入禁止区域内に入ることは罰則の対象となる。時々、スチュアート・ハイウェイは禁止区域内での各種業務のため道路封鎖される事がある。このような場合は通常、短期間（数時間）の規制が公共に警告通知される。立入制限区域内のその他の道路を走行するトラックについては立入標識を備える。アン・ビーデル・ハイウェイ（en:Anne Beadell Highway）を横断する一般市民はクーバーペディからエミュー・ジャンクションまでは2つの通行証を得なければならない。ウーメラ区域統制官による物と環境省の現地担当機関で発行される通行証がそれである。
立入制限区域内には先住民にとり重要な場所が含まれている。これらの場所に対し損害を与えた場合にはいかなる人であっても最高50,000オーストラリア・ドルの罰金が課せられる。
立入制限区域内にはロケットの部品や発射体および不発弾と遭遇する可能性があり、これらの危険物についてはみだりに取り扱ってはならず、発見物の種類と位置をウーメラ区域統制官に報告しなければならない。

## 日本との関係
2010年6月13日には日本の小惑星探査機「はやぶさ」のカプセル落着のためスチュアート・ハイウェイのクーバー・ベディとグレンダンボの間が6月13日22時から2時間にわたり封鎖された。
2020年12月6日には、日本の小惑星探査機「はやぶさ2」から分離されたカプセルが着陸した。